# Григорович, Владимир Иосифович
Владимир Иосифович Григорович (25 августа 1901 года, имение Юстияново, Дриссенский уезд, Витебская губерния — 11 февраля 1973 года, Грозный) — советский военачальник, генерал-майор (20 декабря 1943).

## Биография
Родился 25 августа 1901 года в имении Юстияново Тястовской волости Дриссенского уезда Витебской губернии.

### Военная служба

#### Гражданская война
10 марта 1920 года призван в ряды РККА и направлен в команду разведчиков 45-го стрелкового полка, после чего принимал участие в боевых действиях в ходе советско-польской войны. В апреле 1921 года назначен политруком пулемётной команды в составе этого же полка.

#### Межвоенное время
В августе 1921 года направлен на учёбу на 43-е Полоцкие командные курсы Западного фронта, однако вскоре переведён на 21-е Минские кавалерийские курсы имени ЦИК БССР, а в январе 1923 года — в Тверскую кавалерийскую школу имени Коминтерна, после окончания которой в августе 1925 года назначен на должность командира взвода в составе 22-го кавалерийского полка (4-я кавалерийская дивизия, Ленинградский военный округ). В октябре 1926 года В. И. Григорович переведён в 23-й кавалерийский полк, в котором служил на должностях командира взвода, квартирмейстера, ответственного секретаря партбюро, командира и политрука сабельного эскадрона.
С октября 1931 года находился в распоряжении IV управления Штаба РККА и в период с 31 декабря того же года находился в командировке в Монгольской Народной Республике на должностях инструктора 6-й и 7-й кавалерийских дивизий Монгольской народно-революционной армии. В СССР вернулся 20 августа 1934 года и в октябре направлен в 70-й кавалерийский полк (16-я кавалерийская дивизия, Ленинградский военный округ), в составе которого служил на должностях начальника полковой школы и начальника штаба полка.
В 1935 году окончил командно-штабной отдел кавалерийских Краснознамённых курсов усовершенствования командного состава РККА.
В январе 1938 года назначен на должность командира 41-го кавалерийского полка, а в июне 1940 года — на должность командира 6-го мотострелкового полка (6-я танковая дивизия, Закавказский военный округ).

#### Великая Отечественная война
С началом войны полковник В. И. Григорович находился на прежней должности.
Приказом по войскам Закавказского фронта от 19 августа 1941 года назначен на должность командира 396-й стрелковой дивизии, которая вскоре принимала участие в Иранской операции и занятии города Тавриз.
В сентябре 1941 года переведён на должность командира 66-й кавалерийской дивизии, которая вскоре принимала участие в ходе Донбасской, Ростовских оборонительной и наступательной и Барвенково-Лозовской наступательной операций. 26 марта 1942 года дивизия включена в состав армейской ударной оперативной группы генерал-лейтенанта Ф. В. Камкова, которая 3 апреля расформирована, а войска были направлены на укомплектование 62-й кавалерийской дивизии, а полковник В. И. Григорович назначен командиром. С мая дивизия участвовала в Харьковской операции, в ходе которой вела тяжёлые бои в районе городов Барвенково и Лозовая, где была окружена, из которого полковник В. И. Григорович вышел 8 июля в районе слияния рек Северский Донец и Оскол в расположение частей 236-й стрелковой дивизии, после чего проходил проверку в особом отделе Южного фронта и с августа состоял в распоряжении Военного совета Северо-Кавказского фронта, занимая должность заместителя начальника дорожного участка военно-автомобильной дороги Краснодар — Новороссийск.
В декабре 1942 года назначен командиром 12-й гвардейской Донской казачьей кавалерийской дивизии, которая вскоре принимала участие в ходе Северо-Кавказской, Ростовской, Донбасской, Мелитопольской, Корсунь-Шевченковской, Уманско-Ботошанской, Ясско-Кишинёвской, Дебреценской, Будапештской наступательных, Балатонской оборонительной и Венской наступательной операциях.

#### Послевоенная карьера
После окончания войны находился на прежней должности командира дивизии в составе Южной группы войск.
В марте 1946 года направлен на учёбу на Высшие академические курсы при Высшей военной академии имени К. Е. Ворошилова, после окончания которых в апреле 1947 года назначен заместителем командира 6-й отдельной кавалерийской дивизии (Туркестанский военный округ), в августе 1950 года — командиром 7-й отдельной кавалерийской дивизии (Забайкальский военный округ), а в июне 1953 года — командиром 24-й гвардейской горнострелковой дивизии (Северо-Кавказский военный округ).
Генерал-майор Григорович вышел в запас 28 июня 1954 года. Умер 11 февраля 1973 года в Грозном. Похоронен на Центральном кладбище города.

## Награды
- Орден Ленина (30.04.1945);
- Пять орденов Красного Знамени (08.10.1943, 27.02.1944, 08.10.1944, 03.11.1944, 15.11.1950);
- Орден Кутузова 2 степени (31.03.1943);
- Орден Богдана Хмельницкого 2 степени (28.04.1945);
- Орден Александра Невского (19.04.1945);
- Орден Красной Звезды (22.02.1938);
- Медали.

Иностранные награды
- Орден Красного Знамени (Монгольская Народная Республика; 1932);
- Орден Тудора Владимиреску 3 степени (Социалистическая Республика Румыния; 24.10.1969);
- Медаль «25 лет освобождения Румынии» (Социалистическая Республика Румыния; 03.11.1969).